# 28-ма стрілецька дивізія (СРСР)
28-ма стріле́цька диві́зія ім. В. М. Азіна — військове формування СРСР в часи Громадянської війни в Росії.

## Історія

### Громадянська війна
Дивізія була сформована у вересні 1918 року з військ Правобережної групи Другої армії Східного фронту під назвою 27-ма вільна дивізія. У неї увійшли: Арська група військ, 17-й Полтавський полк, 37-й вільний полк, 17-й вільний кавалерійський полк. До кінця жовтня 1918 року в дивізії було 17,5 тисяч осіб та 2 бронепоїзда. Під час Іжевсько-Воткінської операції 1918 року дивізія стала основною ударною силою 27-ї армії. На початку листопада в її склад був включений Мусульманський полк, який був поспіхом сформований в Казані. 7 листопада 1918 року дивізія звільнила Іжевськ, 13 листопада — Воткінськ. З листопада 1918 року по березень 1919 року дивізія брала участь у боях в Кунгурсько-Красноуфимському напрямку. Наприкінці 1919 року — на початку 1920 року вела бої в місті Царицин проти військ П. М. Врангеля, які йшли на з'єднання з А. І. Денікіним. Потім воювала на Кубані. В боях 17 лютого 1920 року дивізія, рятуючи 17-ту Кінну армію С. М. Будьонного, затримала кінноту генерал-лейтенанта К. К. Мамонтова. В бою майже весь командирський склад, в тому числі комдив В. М. Азін, були вбиті. Нагороджена почесним революційним Червоним прапором (1921).
З березня 1922 року дивізія була переформована в 28-му Гірську царицинську стрілецьку дивізію Північно-Кавказького військового округу.

### Друга світова війна
В роки Другої світової війни у вересня 1941 року дивізія була відновлена. В червні вона дислокувалась в Сочі, однак почала рухатись до Ржищева, де мала увійти в Південно-Західний фронт, але в липні передана спочатку в Київський укріпрайон, а через пару днів — в 21-шу армію для запланованого контрудару на Мозир. Через відміну удару дивізія передана назад в Київський укріпрайон, де 16 липня вступила в бій. В середині серпня вона разом з іншими радянськими військами почала відходити до Дніпра і потрапила в Київський котел, де була повністю знищена у вересні. Офіційно розформована в грудні 1941 року.

## Командування
- В. М. Азін
- К. І. Рибаков
- Г. Ф. Мазуров
- Н. А. Нестеровський
- Н. Г. Семенов

### Військові комісари
- Ф. К. Кузьмин
- Д. Ф. Зорін
- В. С. Сергеєв
- Г. Н. Пилаєв
- Н. А. Тилліб
- Г. Щеголев
- Н. В. Соколов